# Музичук Тимофій Романович

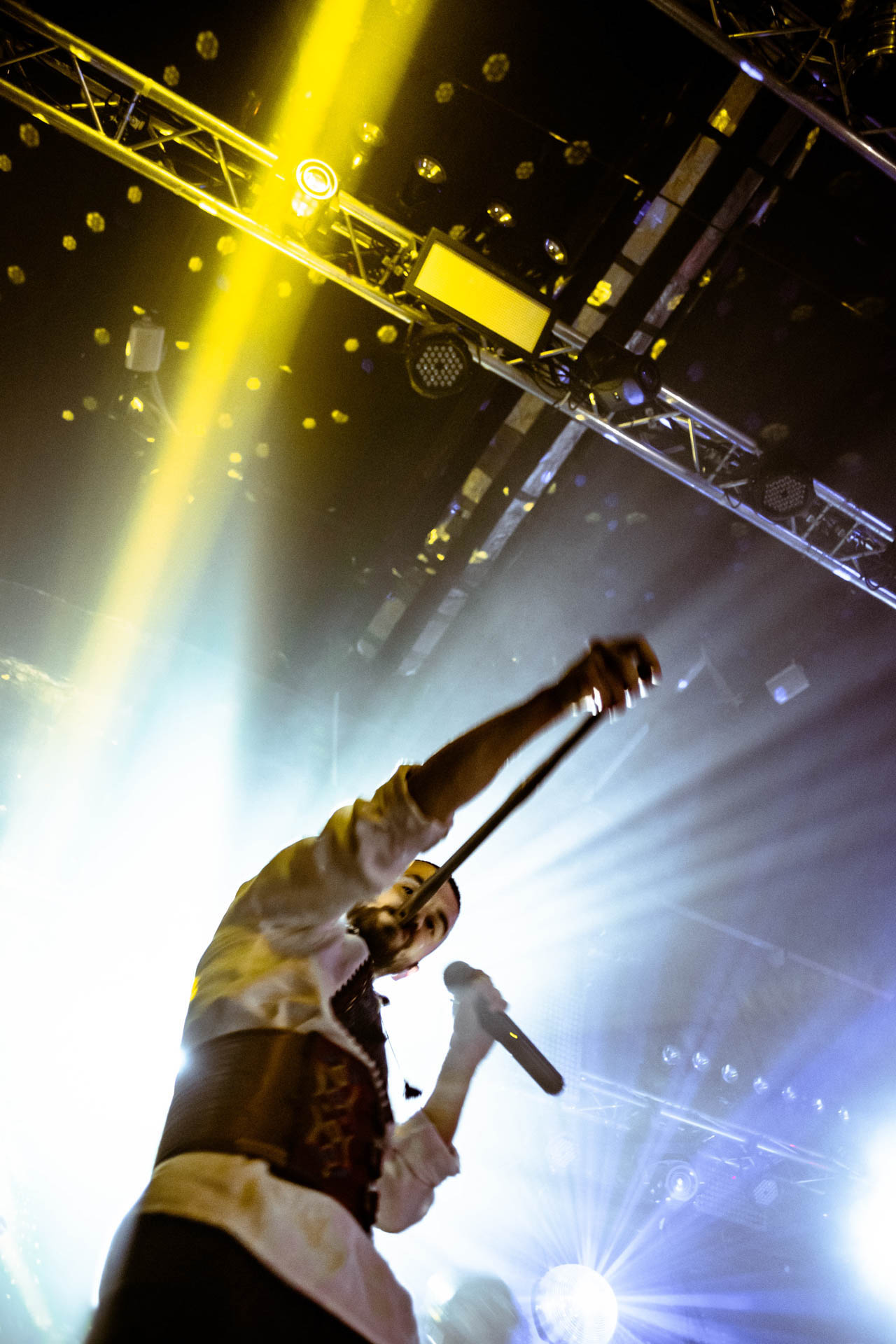
Kalush 2022 Poland

Тимофій Романович Музичук (нар. 6 лютого 1993, с. Пісочне Ковельського району Волинської області) — український музикант, мультиінструменталіст, соліст гурту «Kalush Orchestra», сопілкар.

## Біографія
Тимофій Музичук народився 6 лютого 1993 року в селі Пісочне Ковельського району Волинської області у музичній сім'ї. Мати — викладач гри на бандурі у музичній школі, бабуся — керівник фольклорного ансамблю.
З дитинства займався музикою, грає на різних народних інструментах, зокрема на сопілці, цимбалах, козі, фрілці.
Артист Київського академічного ансамблю української музики «Дніпро».
Проживає у місті Києві.
З 2010 по 2012 рік працював викладачем у дитячій музичній школі села Гірка Полонка.
З 2015 року працює вчителем у Київському палаці дітей та юнацтва.

## Освіта
У 2012 році закінчив Волинський фаховий коледж культури і мистецтв імені Ігоря Стравінського Волинської обласної ради за спеціальністю «народні інструменти».
У 2017 році закінчив Київський національний університет культури і мистецтв за спеціальністю «фольклор».

## Пісенний конкурс «Євробачення»
14 травня 2022 року Тимофій Музичук у складі гурту «Kalush Orchestra» став переможцем пісенного конкурсу «Євробачення-2022». Він виконав приспів пісні «Стефанія».
Після перемоги гурту на конкурсі став відомим не лише в Україні, але й за її межами. Завдяки своєму таланту та харизмі здобув популярність серед шанувальників гурту.

## Родина
- Мати — Світлана, викладач гри на бандурі[5].
- Молодший брат — Назар. У 2015 році склав присягу, служить у війську.

## Фотогалерея

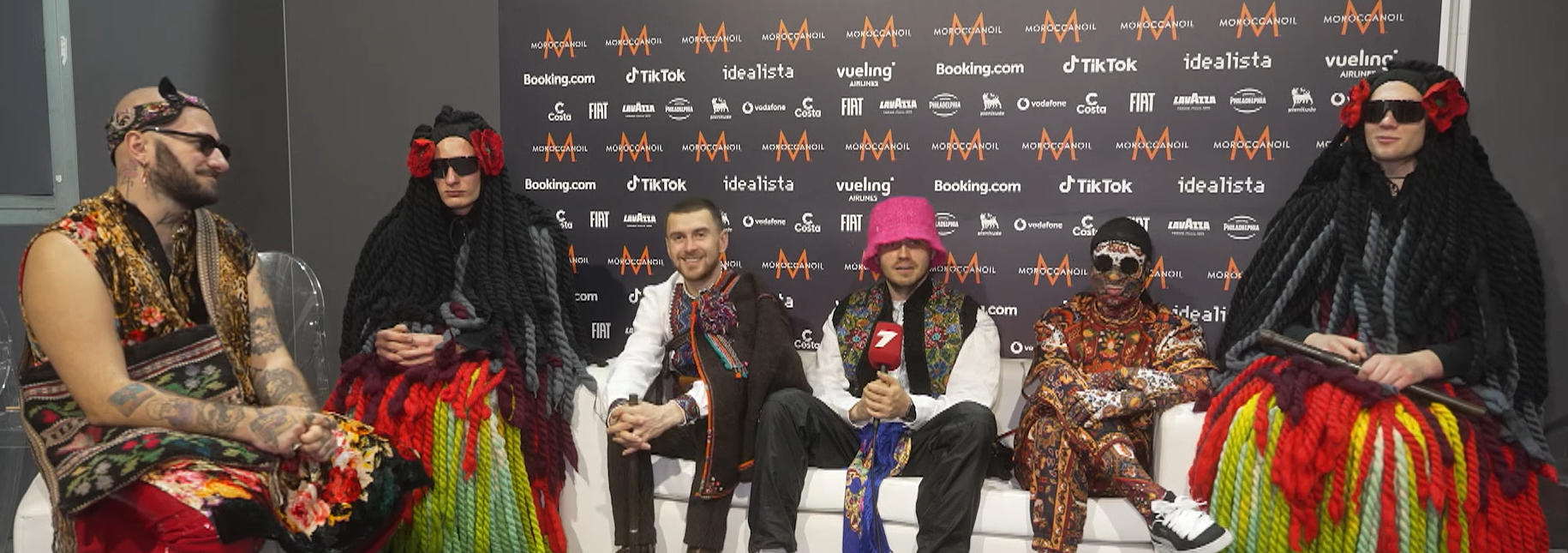
Напередодні виступу на Євробаченні 2022 (Тимофій — третій ліворуч)